# Ischnurges luteomarginalis
Ischnurges luteomarginalis là một loài bướm đêm trong họ Crambidae.